# Kazumi Saeki

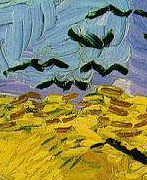
Kazumi ist das Schriftstellerpseudonym von Saeki. Er wählte es, weil das zweite Schriftzeichen "Weizen" bedeutet und Saeki ein Liebhaber von van Goghs Weizenfeldern ist; hier: Weizenfeld mit Krähen

Kazumi Saeki (jap. 佐伯 一麦, Saeki Kazumi; * 21. Juli 1959, Sendai) ist ein japanischer Schriftsteller.

## Leben
Kazumi wurde in Sendai geboren und besuchte dort die Erste Oberschule Sendai. Nach seinem Schulabschluss zog er nach Tokyo und verdiente seinen Lebensunterhalt mit Arbeiten bei Wochenzeitungen und auch als Elektriker. 1984 erhielt er für sein Debüt Ki o tsugu den Kaien Literaturpreis für Debütanten. Mit seinem nächsten Werk Short Circuit (ショート・サーキット, dt. Kurzschluss), das 1990 erschien und dem seine Erfahrungen als Elektriker zugrunde liegen, errang er den Noma-Literaturpreis für Debütanten. Er heiratete und lebte mit seiner Frau weitere zehn Jahre in Tokyo und zog dann in seine Heimatstadt Sendai zurück.
1996 wurde er für Tōki yama ni hi wa ochite (遠き山に日は落ちて), in dem er das Leben mit seiner Frau in einer Kleinstadt der Tōhoku-Region mit dem Kiyama-Shōhei-Literaturpreis ausgezeichnet. Kazumi erlebte 2011 das Tōhoku-Erdbeben und die darauffolgende Nuklearkatastrophe von Fukushima 15 Kilometer von Sendai entfernt selbst mit. Eine ins Englische übersetzte Kurzgeschichte A Novelist’s Reflections on the Japanese Earthquake entstand und ein Erfahrungsbericht erschien im März 2011 in der New York Times.

## Preise und Auszeichnungen
- 1984 Kaien Literaturpreis für Debütanten
- 1990 Noma-Literaturpreis für Debütanten
- 1991 Mishima-Preis für A rūsu boi (ア・ルース・ボーイ, A Loose Boy)[2]
- 1997 Kiyama-Shōhei-Literaturpreis
- 2004 Osaragi-Jirō-Preis für Tettō kazoku (鉄塔家族)
- 2007 Noma-Literaturpreis für Noruge (ノルゲ)
- 2014 Itō-Sei-Literaturpreis für Watarase (渡良瀬)

## Werke (Auswahl)
- Kazumi Saeki: A Novelist’s Reflections on the Japanese Earthquake. In: Speakeasy. 11. März 2012 (wsj.com [abgerufen am 17. Juli 2012] japanisch: Hiyoriyama. Übersetzt von Jeffrey Hunter).